# Medal Stulecia
Medal Stulecia (ang. Centenary Medal) – cywilne odznaczenie ustanowione przez rząd Australii 14 lutego 2001 dla upamiętnienia setnej rocznicy powstania państwa australijskiego oraz w celu uhonorowania osób za ich wkład w rozwój społeczeństwa Australii.
W hierarchii australijskich odznaczeń zajmuje dalekie miejsce po Medalu Australijskim Sportowym, a przed Medalem Sił Obrony za Służbę.